# Abuta acutifolia
Abuta acutifolia là một loài thực vật có hoa trong họ Biển bức cát. Loài này được Miers mô tả khoa học đầu tiên năm 1864.